# یواس‌اس بلسمن (دی‌یی-۶۹)
یواس‌اس بلسمن (دی‌یی-۶۹) (به انگلیسی: USS Blessman (DE-69)) یک کشتی بود که طول آن ۳۰۶ فوت (۹۳ متر) بود. این کشتی در سال ۱۹۴۳ ساخته شد.